# Wagner, Alberta
Wagner este un sat situat în provincia canadiană Alberta, el este amplasat la 0.5 km sud de Highway 2 și la 223 km nord-vest de orașul Edmonton.